# Narosodes lithosioides
Narosodes lithosioides är en fjärilsart som beskrevs av George Francis Hampson 1900. Narosodes lithosioides ingår i släktet Narosodes och familjen björnspinnare. Inga underarter finns listade i Catalogue of Life.